# Ковальчук, Андрей Николаевич
Андре́й Никола́евич Ковальчу́к (род. 7 сентября 1959, Москва, СССР) — советский и российский скульптор, педагог, профессор. Вице-президент Российской академии художеств (с 2025). Председатель правления Союза художников России (с 2009).
Академик РАХ (2011; член-корреспондент 2001). Народный художник РФ (2003). Лауреат Государственной премии РФ (2007), Государственной премии РФ им. Г. К. Жукова (2021) и Премии Правительства Российской Федерации (2005).

## Биография

Памятник Михаилу Ярославичу в Твери

Памятник Александру III в парке Ливадийского дворца (Крым,
Ялта)

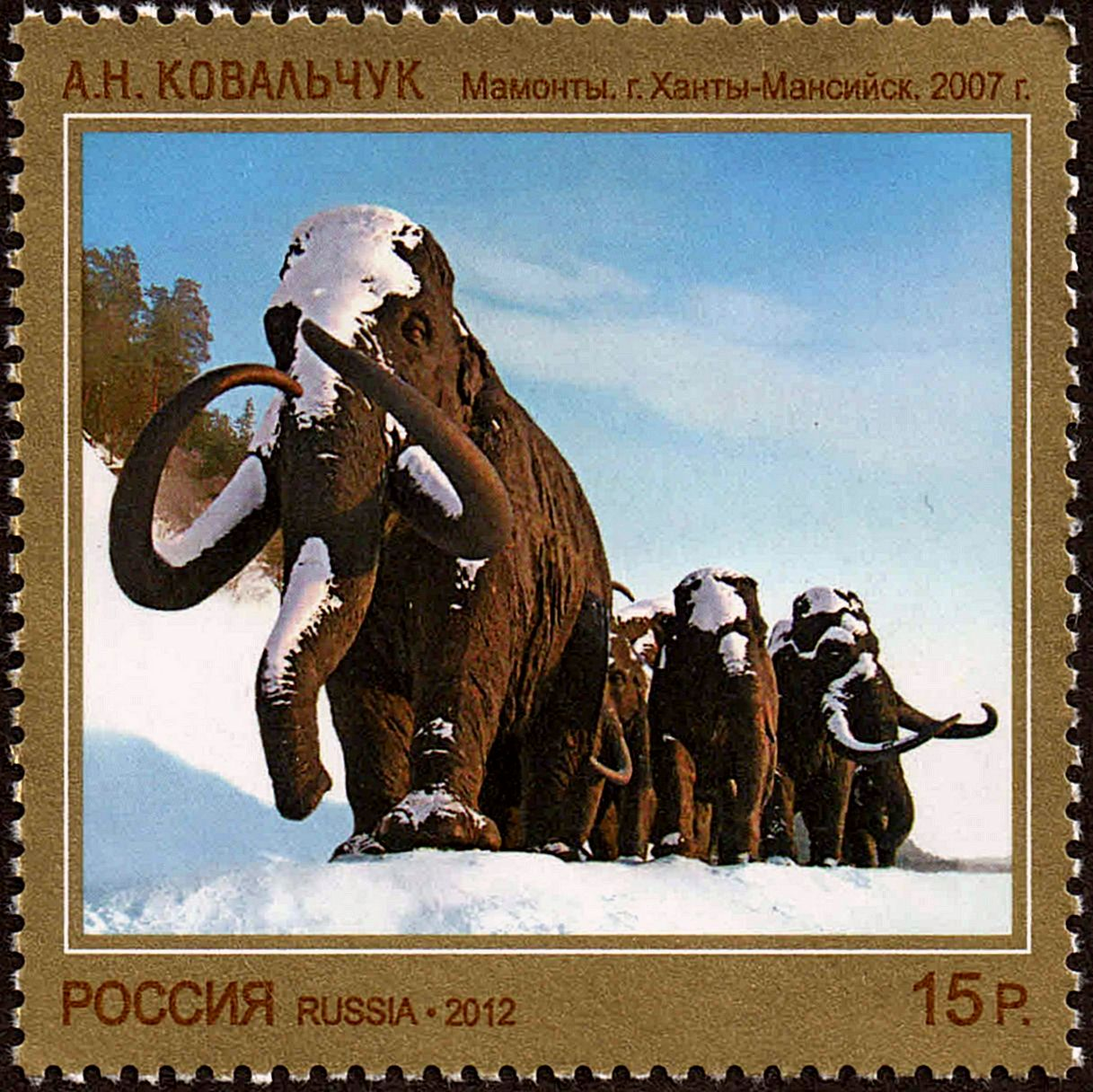
Скульптурная композиция «Мамонты» (часть комплекса Археопарк в Ханты-Мансийске) на почтовой марке. Россия, 2012 г.

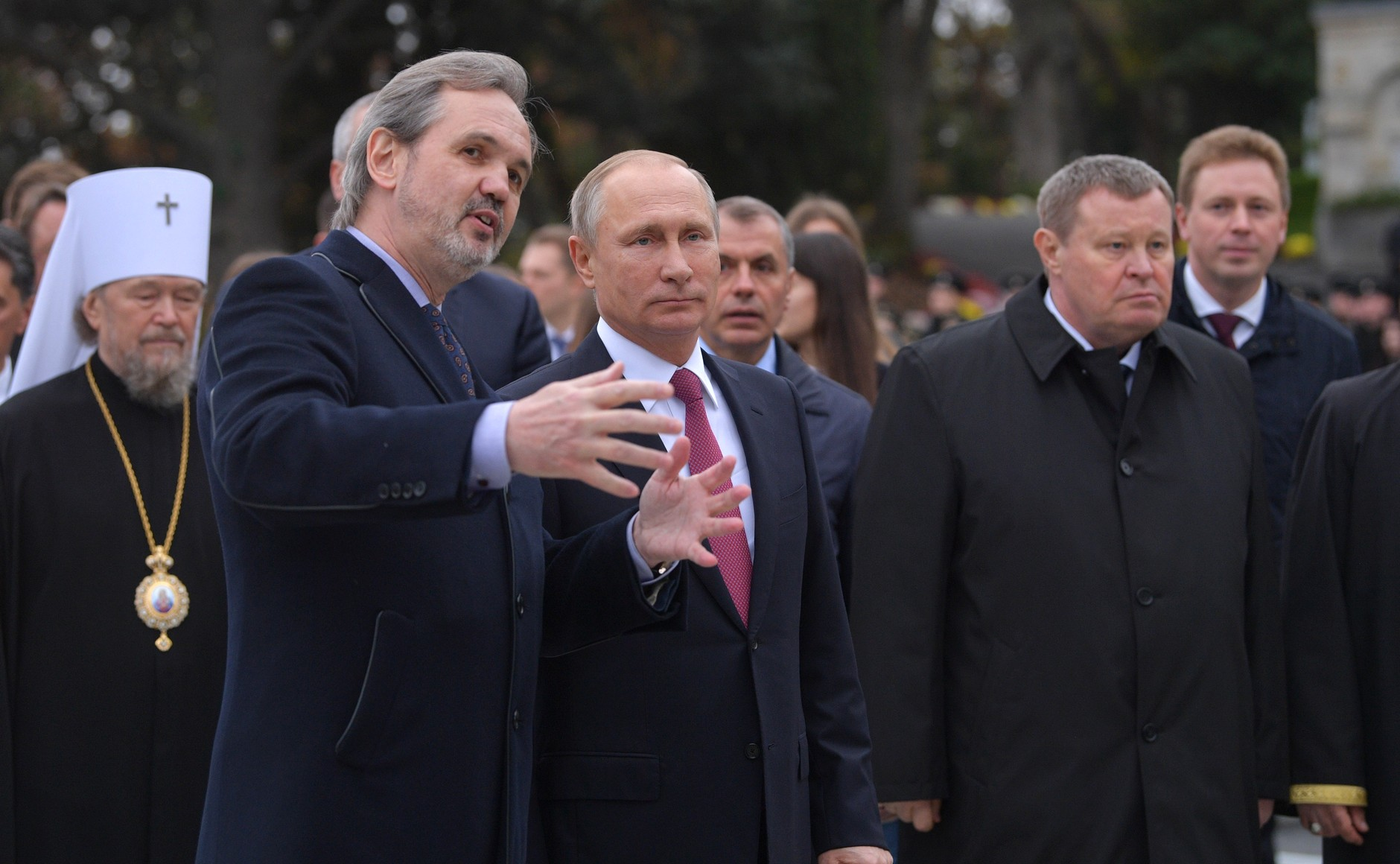
С Президентом России
Владимиром Путиным. Ялта, 2017 год

Родился в 1959 году в семье архитектора Н. А. Ковальчука. Образование получил в Московском высшем художественно-промышленном училище, на отделении архитектурно-декоративной пластики под руководством профессора Г. А. Шульца. После окончания института в 1981 году работал в области малой пластики и активно участвовал в выставках.
В 1988 году получил первую премию на конкурсе проектов памятника жертвам Чернобыля в Москве. В 1993 году на Митинском кладбище в Москве был открыт Мемориал памяти жертв Чернобыльской трагедии, который стал началом творческой карьеры А. Н. Ковальчука как художника-монументалиста.
Создал целый ряд образов исторических персонажей России: поэтов, артистов, государственных и религиозных деятелей. В 2014—2015 гг. работал над созданием памятника народному артисту России Святославу Бэлзе, открытие которого состоялось 2 сентября 2016 года.
В марте 2017 года вошёл в состав Общественной палаты Российской Федерации.

## Произведения
- Мемориал памяти жертв Чернобыльской трагедии, Москва, 1993
- Памятник адмиралу Фёдору Ушакову, Москва, 1998
- Памятник Александру Пушкину, Астана, Казахстан, 1999
- Памятник Сергею Рахманинову в Москве (в соавторстве со скульптором Олегом Комовым), 1999
- Надгробный памятник Махмуду Эсамбаеву, Москва, 2001
- Памятник воинам-дорожникам на семидесятом километре дороги Москва — Минск, 2002
- Памятник Фёдору Тютчеву, Брянск, 2003
- Памятник семье Гумилёвых (Николаю, Льву Гумилёвым и Анне Ахматовой), Бежецк, 2003
- Памятник Фёдору Тютчеву, Мюнхен, 2003
- Памятник Алексею Иванову, Бежецк, 2004
- Памятник преподобному Савве Сторожевскому и князю Юрию Звенигородскому, Звенигород, 2005
- Памятник городскому голове Ивану Милютину, Череповец, 2005
- Памятник первому воеводе Йошкар-Олы Ивану Ноготкову-Оболенскому, Йошкар-Ола, 2007
- Памятник Петру Великому, Астрахань, 2007
- Памятник Александру Пушкину и Наталье Гончаровой, Ханты-Мансийск, 2007
- Памятник лётчикам авиаполка «Нормандия — Неман», Москва, 2007
- Памятник великому князю Михаилу Тверскому, Тверь, 2008
- Памятник священномученику Леониду, епископу Марийскому, Йошкар-Ола, 2008
- Памятник Александру Зиновьеву, Кострома, 2009
- Памятник 1000-летию Ярославля, Ярославль, 2010
- Мемориал воинской славы «В борьбе против фашизма мы были вместе», Москва, Поклонная гора, 2010
- Памятник Патриарху Московскому и всея Руси Алексию II, Йошкар-Ола, 2010
- Памятник учёному и краеведу Хрисанфу Лопареву в Ханты-Мансийске, 2010[2]
- Пушкину и Онегину, Йошкар-Ола, 2011
- Скульптурный портрет французского модельера Пьера Кардена, Париж, Елисейские поля, 2011
- Памятник императрице Марии Александровне, Мариехамн, Финляндия, 2011
- Скульптурная композиция «Молодожёны» (прообраз — свадьба Грейс Келли и принца Ренье III), Йошкар-Ола, 2012
- Памятник императору Александру I и кронпринцу Швеции Карлу Юхану (посвящается исторической встрече в августе 1812 года), Турку, Финляндия, 2012
- Скульптурная композиция «Синьор Флоренции Лоренцо ди Пьеро де Медичи великолепный», Йошкар-Ола, 2012[3]
- Памятник Рембрандту, Йошкар-Ола, 2013
- Памятник народному поэту Башкортостана Мустаю Кариму в Уфе, открыт 10 октября 2013 года[4]
- Памятник героям Первой мировой войны, Москва, Поклонная гора, 2014
- Памятник Кириллу и Мефодию, Йошкар-Ола, 2014
- Памятник Питириму Сорокину перед входом в Сыктывкарский государственный университет в Сыктывкаре, открыт 22 августа 2014 года[5]
- Памятник Николаю II в Белграде, открыт 16 ноября 2014 года
- Памятник первому губернатору Енисейской губернии Александру Степанову в Красноярске, открыт 7 декабря 2016 года (совместно с А. А. Мироновым)[6]
- Памятник Павлу Фитину в Москве на Остоженке, открыт 10 октября 2017 года
- Мемориальная доска Мустаю Кариму на здании Башкирского государственного университета в Уфе (ныне Уфимский университет науки и технологий), установлена 20 октября 2017 года[7]
- Памятник Александру III в Ливадии, открыт 18 ноября 2017 года
- Памятник Александру Солженицыну в Москве, открыт 11 декабря 2018 года
- Памятник Шайхзаде Бабичу в Уфе, открыт 28 июня 2019 года
- Памятник народному поэту Башкортостана Мустаю Кариму в Казани, открыт 27 августа 2020 года
- Памятник погибшим студентам и педагогам — жертвам массового убийства в Керченском политехническом колледже в Керчи, открыт 17 октября 2021 года[8]
- Памятник Сыновьям России, воевавшим в Гражданскую войну открыт 22 апреля 2021 года
- Памятник Андрею Дементьеву в Твери на набережной Степана Разина, открыт 16 июля 2021 года

Художник работает также в области мелкой пластики и портрета, основывая своё творчество на традициях реалистической школы.

## Общественная деятельность
С 26 июля 2010 года — почётный член Патриаршего совета по культуре.
6 февраля 2012 года был официально зарегистрирован как доверенное лицо кандидата в Президенты РФ и действующего премьер-министра Владимира Путина.
11 марта 2014 года подписал обращение деятелей культуры Российской Федерации в поддержку политики Президента России Владимира Путина на Украине и в Крыму.
Член Общественного совета при Министерстве культуры Российской Федерации с 2016 года, является заместителем председателя совета.
В 2024 году являлся доверенным лицом кандидата в президенты России Владимира Путина.

## Награды и почётные звания

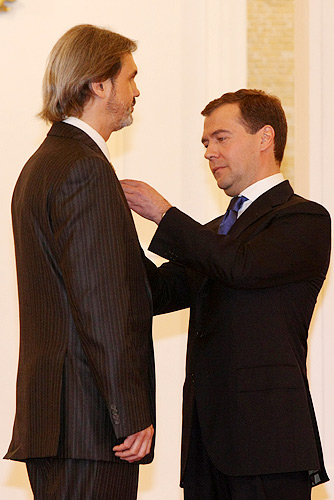
А. Н. Ковальчук и Д. А. Медведев на вручении Государственной премии РФ 12 июня 2008 года

- 28 декабря 1995 — Заслуженный художник Российской Федерации — за большие заслуги в области искусства[16];
- 1995 — серебряная медаль Российской академии художеств;
- 2000 — золотая медаль Российской академии художеств (за памятники Александру Пушкину и адмиралу Фёдору Ушакову);
- 2002 — премия «Золотой венец границы» за создание памятника адмиралу Ушакову и бюста Героя Советского Союза генерала армии Вадима Матросова[17];
- 1 сентября 2003 — Народный художник Российской Федерации — за большие заслуги в области искусства[18];
- 2006 — премия Правительства Российской Федерации за 2005 год в области культуры и искусства;
- 2006 — член Совета при Президенте Российской Федерации в области культуры и искусства[19];
- 2007 — член президиума Совета при Президенте Российской Федерации по культуре и искусству;
- 19 мая 2008 — Государственная премия Российской Федерации в области литературы и искусства 2007 года — за создание значимых патриотических скульптурных образов, вклад в развитие традиций отечественной пластической культуры[20];
- 19 апреля 2010 — Орден Почёта — за заслуги в развитии отечественной культуры и искусства, многолетнюю плодотворную деятельность[21];
- 2013 — премия СВР России — за памятник Герою Советского Союза Геворку Вартаняну на Троекуровском кладбище;
- 2013 — золотая медаль «Ренессанс Франсез» за создание памятника «Нормандия — Неман» в Лефортове (Москва) и памятника Пьеру Кардену в Париже;
- 18 августа 2016 — Медаль «За заслуги перед Чеченской Республикой» — за заслуги в развитии искусства, многолетнюю творческую деятельность, получившую признание и широкую известность в Чеченской Республике[22];
- 26 октября 2016 — Орден Дружбы — за большие заслуги в развитии отечественной культуры и искусства, многолетнюю плодотворную деятельность [23];
- 2017 — премия СВР России — за памятник Павлу Михайловичу Фитину;
- 27 апреля 2022 — Государственная премия Российской Федерации имени Маршала Советского Союза Г. К. Жукова — за мемориал «Героям АЛСИБА» в г. Магадане, символизирующий героизм, мужество и боевое братство воинов в годы Великой Отечественной войны 1941—1945 годов[24].
- 27 февраля 2023 — Орден «За заслуги перед Отечеством» IV степени — за вклад в развитие отечественной культуры и искусства, многолетнюю плодотворную деятельность[25].

## Выставки

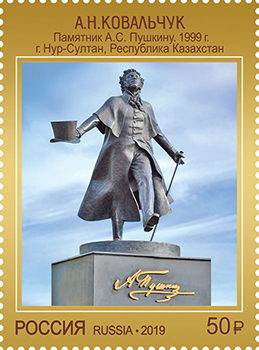
Почтовая марка. А. Н. Ковальчук. «Памятник А. С. Пушкину в г. Нур-Султан, Республика Казахстан». 1999 г.

- Почтовая марка. А. Н. Ковальчук. «Памятник А. С. Пушкину в г. Нур-Султан, Республика Казахстан». 1999 г.1989 — Биеннале скульптуры. Равенна, Италия
- Почтовая марка России, 2024 год. Император Всероссийский Александр III. 2017. г. Ялта

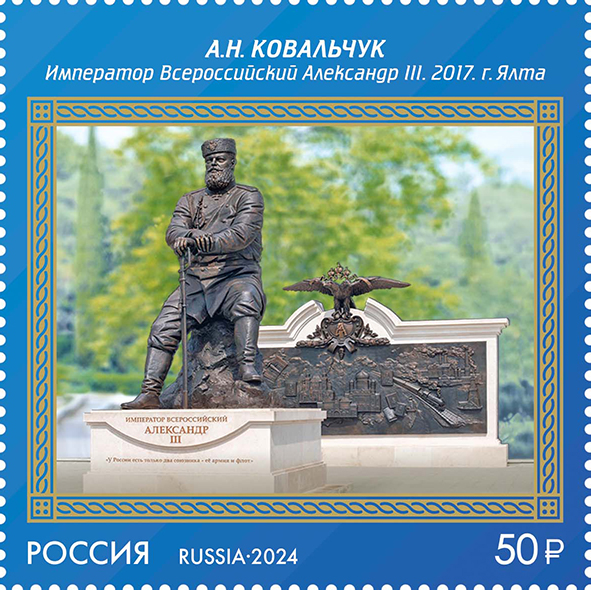
Почтовая марка России, 2024 год. Император Всероссийский Александр III. 2017. г. Ялта

- 1992 — Персональная выставка «Cite Internationale des Arts». Париж, Франция
- 1993 — Персональная выставка. «Дворец Финляндия». Хельсинки, Финляндия

АРТ-МИФ 3. Центральный выставочный зал. Манеж, Москва
- 1996  — АРТ-МАНЕЖ'96. Москва
- 1997 — Всероссийская выставка, посвящённая 850-летию Москвы. ЦДХ, Москва
- 1998 — АРТ-САЛОН 98. ЦДХ, Москва
- 1999 — Всероссийская выставка, посвящённая 200-летию А. С. Пушкина. ЦДХ, Москва

Всероссийская художественная выставка РОССИЯ — 9. Центральный выставочный зал. Манеж. Москва
- 2000 — Всероссийская выставка к 2000-летию христианства «Имени Твоему»
- 2002 — Выставки на соискание Государственной премии России. ГТГ, Москва
- 2004 — Всероссийская художественная выставка РОССИЯ-10. Центральный выставочный зал. Москва
- 2005 — Всероссийская художественная выставка, посвящённая 60-летию Победы в Великой Отечественной войне. ЦДХ. Москва
- 2006 — Всероссийская выставка скульптуры. Липецк
- 2007 — Всероссийская художественная выставка «Отечество». ЦДХ. Москва
- 2009 — XI Всероссийская художественная выставка. ЦДХ. Москва